# 難波神社
難波神社（なんばじんじゃ）は、大阪市中央区博労町にある神社。旧社格は府社。

## 概要
摂津国総社として難波大宮または平野神社、他にも上難波仁徳天皇宮、上難波神社、難波上宮ともいう。江戸時代には博労稲荷神社があるために稲荷社と呼ばれていた。
アヤメ類（厳密な分類の花菖蒲）に縁のある神社で、6月にはあやめ祭（菖蒲神事）で花菖蒲を奉納する神事が執り行われている。境内で育った花菖蒲を御神前に御供えする神事。祭典中、菖蒲を刈り取る所作のある神楽「菖蒲刈り」が2人の巫女によって舞われる。
神紋は菖蒲紋の一種「抱き菖蒲」（だきあやめ）。

## 歴史
創建は反正天皇の時代と伝えられ、当初は現在の大阪府松原市に鎮座していたという。天慶6年（943年）に現・天王寺区上本町に遷座する。
慶長2年（1597年）に豊臣秀吉の命令で、立退料2,000石をもらって現在地に遷座。しかし、慶長20年（1615年）の大坂夏の陣後には江戸幕府によって境内地の9割を没収される。
明治時代になると府社に列せられている。1945年（昭和20年）3月13日・14日の第1回大阪大空襲で焼失するが、1974年（昭和49年）7月に再建される。

## 祭神
- 主祭神：仁徳天皇
- 配祀：素盞嗚尊

## 境内
- 本殿 - 1974年（昭和49年）7月再建。
- 拝殿 - 1974年（昭和49年）7月再建。
- 博労稲荷神社 - 祭神：倉稲魂尊。摂社。商売繁盛の神様として船場の多くの商人から篤い信仰を受けていた。江戸時代を通じて難波神社は仁徳天皇を祀った神社としてではなく、博労稲荷神社がある神社として有名であり、難波神社のこと自体を指して「稲荷社」と呼んでいた。
- 金刀比羅神社 - 祭神：大物主神
- 十四柱相殿神社 - 祭神：左殿（豊臣秀吉公・菅原道真公・楠木正成公・徳川家康公）、中殿（豊受姫大神・天照皇大神・応神天皇）、右殿（水波能女大神・春日四柱大神・猿田彦大神・迦具土大神）
- 社務所

## 祭礼
- 2月節分 - 節分祭・玉の緒祭
- 6月8日 - 菖蒲神事
- 7月20・21日 - 夏祭・氷室祭
- 10月20日 - 例祭・秋祭
- 11月 - 火焚祭
- 毎月1日・2月節分 - 湯立神楽

## 文化財

### 大阪市指定保存樹
- 御神木の楠 - 大阪市の保存樹第1号である。樹齢約400年。